# Уелс
Вижте пояснителната страница за други значения на Уелс.
Уелс (на английски: Wales; на уелски: Cymru – Къмри) e историко-географска област на Британските острови и една от четирите съставни страни на Обединено кралство Великобритания и Северна Ирландия.
Разположен е в югозападната част на Великобритания и по суша граничи с Англия на изток, а от всички други страни е ограден с морета. Известен е като Земята на песента.
През годините Уелс е имал различни принцове. Понастоящем принц на Уелс е принц Уилям, бивш първи престолонаследник на британската корона, възкачил се на британския престол под името крал Чарлз след смъртта на майка си кралица Елизабет. За принцеса на Уелс, въпреки смъртта си, се признава Даяна Спенсър (първата съпруга на принц Чарлз). Съпругата на принца – Камила, реално носи тази титла, но обикновено се представя пред обществото с някоя от другите си титли.

## Обединение с Англия
Средновековен Уелс е рядко обединяван, като е бил под властта на различни местни княжества. Когато норманите нахлуват в Англия, те започват да застрашават сравнително слабите граници на Уелс и традиционно разединените уелсци се обединяват около водачи като Лиуелин Велики.
Англичаните най-накрая успяват да завладеят Уелс през 1282 г., когато на власт в Англия е Едуард I. За да умиротвори уелското население, Едуард I прави своя син Едуард II уелски принц на 7 февруари 1301 г. Тази традиция първородният син да получава титлата принц на Уелс е все още валидна. След закон от 1536 г. политическото и административното обединение на Англия и Уелс е завършено.
Уелс граничи с английските графства Чешър, Шропшър, Херефордшър и Глостършър на изток, с Бристолския канал на юг, канала Свети Георги на югозапад и с Ирландско море на запад и север. Терминът „Княжество Уелс“ (Principality of Wales) е неофициалното име, но е често използвано в ежедневната практика.
През 1955 г. кралица Елизабет II обявява Кардиф за столица на Уелс, докато през Средновековието сградата на Уелския парламент е била в град Карнарвън, като традицията за това е била поставена от Оуайн Глиндур (Owain Glyndŵr). Той е провъзгласен за Принц на Уелс през 1404 г. в присъствието на гости от Франция, Испания и Шотландия. Това е единственият период, в който Уелс е била независима държава със собствено управление.

## Автономия
През 1999 г. е създадена Националната асамблея на Уелс (National Assembly for Wales), която има правомощия, дадени от правителството на Великобритания. Тези правомощия са потвърдени и чрез Втория акт на Уелската асамблея през 2006 г.

## Население и градове
Населението на Уелс през 2001 г. възлиза на 2 903 085 души, които са се увеличили на 2 958 876 съобразно проучванията през 2005 г. Това би класирало Уелс на 132-ро място в света по население, ако бе независима държава.
Според данните от 2001 г. 96% от хората са бели британци и 2,1% с различен цвят на кожата (най-често от азиатски произход). Повечето от хората с различен цвят на кожата живеят в районите на Кардиф и Суонзи.
Градове с най-много жители в Уелс към 2005 г.:
- Кардиф – 320 524
- Суонзи – 270 463
- Нюпорт – 145 769
- Мърдър Тидфил – 54 700
- Бари – 50 661
- Кумбран – 47 254
- Рексъм – 44 723
- Бридженд – 40 429

## Географска характеристика
Уелс е разположен в западната част на остров Великобритания, на едноименния полуостров. На юг бреговете му се мият от водите на Бристолския залив, на север – от Ирландско море, а на запад – от заливите Кардиган и Карнарвон, части от протока Сейнт Джордж. Бреговата му линия с дължина около 1200 km (750 мили) е силно разчленена, като бреговете му са предимно ингресионни и скалисти. Към територията на Уелс принадлежат и няколко острова, най-голям от които е Ангълси, край северозападните му брегове. Голяма част от територията на страната е заета от Камбрийските планини (връх Сноудън 1085 m). По-голямата част от населението и индустриалните центрове са в Южен Уелс – Кардиф, Суонзи, Нюпорт, Мърдър Тидфил и др., където е развито въглищното производство (Южноуелски въглищен басейн). Климатът е умерен, морски. Средна януарска температура 5 – 6°С, средна юлска 15 – 17°С. Най-високата измерена температура е 35,2 °C (95,4 °F) на моста „Хардън Бридж“ при град Хардън на 2 август 1990 г., а най-ниската -23,3 °C (-10 °F) в Рейъдър на 21 януари 1940 г. Годишната сума на валежите варира от 750 до 1500 mm, а в планини на места надхвърля 2500 mm. Високите части са заети от торфени блата, пасища и мочурища, а по долините на реките и предпланинските части се срещат отделни малки горички съставени от дъб, бук и ясен. На територията на страната функционират два национални парка „Брекон-Биконс“ и „Сноудония“.

## Административно деление
Уелс е разделен на 22 единни власти (унитарни единици), които предоставят административни услуги на местно ниво, като образование, социални дейности, екология, транспортни услуги. „Единните власти“ са основните административни подразделения в Уелс и биват:
- 9 графства (на английски counties),
- 3 града и
- 10 графства-района (county boroughs),

въпреки че всички имат еднакви пълномощия. Възникват с акт на правителството на Уелс на 1 април 1996.